# Ignac
Ignac je moško osebno ime.

## Izvor imena
Ime Ignac izhaja iz latinskega imena Ignatius, ki pa je izpeljano iz starejšega imena Egnatius. Egnatius je bilo starorimsko rodovno ime, ki se povezuje z etruščanskimi imeni tipa Ecnate, Ecnanta, katerih pomen pa ni znan. Grška oblika za latinsko ime Ignatius je  Ιγνατιος (Ignátios). Latinsko Ignatius so po povezovali z latinsko besedo ignis »ogenj«.

## Različice imena
- moške oblike imena: Ignacij, Ignacije, Ignacijo, Ignatija, Ignjat, Ingo, Igo, Nac, Nace, Nacek, Naci, Nako,
- ženske oblike imena: Ignacija, Iga, Naca, Nacka,

## Tujejezikovne oblike imena
- pri Čehih: Ignac, Ignaček, Igi
- pri Francozih: Ignace
- pri Italijanih: Ignazio
- pri Nemcih: Ignaz
- pri Srbih: Игнац

## Pogostost imena
Po podatkih Statističnega urada Republike Slovenije je bilo na dan 31. decembra 2007 v Sloveniji število moških oseb z imenom Ignac: 1.023. Med vsemi moškimi imeni pa je ime Ignac po pogostosti uporabe uvrščeno na 161. mesto.

## Osebni praznik
V koledarju je ime Ignac zapisano 17. oktobra (Ignacij, Antiohijski škof in mučenec, † 17. okt. verjetno leta 107) in 31. julija (Sveti Ignacij Lojolski, špaski plemič ustanovitelj jezuitskeg reda, † 31. julija 1556).